# Comté de Morgan (Géorgie)
Pour les articles homonymes, voir Morgan et Comté de Morgan.
Le comté de Morgan est un comté de Géorgie, aux États-Unis.

## Démographie
| 1810  | 1820   | 1830   | 1840  | 1850   | 1860  |
| ----- | ------ | ------ | ----- | ------ | ----- |
| 8 369 | 13 520 | 12 046 | 9 121 | 10 744 | 9 997 |

| 1870   | 1880   | 1890   | 1900   | 1910   | 1920   |
| ------ | ------ | ------ | ------ | ------ | ------ |
| 10 696 | 14 032 | 16 041 | 15 813 | 19 717 | 20 143 |

| 1930   | 1940   | 1950   | 1960   | 1970  | 1980   |
| ------ | ------ | ------ | ------ | ----- | ------ |
| 12 488 | 12 713 | 11 899 | 10 280 | 9 904 | 11 572 |

| 1990   | 2000   | 2010   | - | - | - |
| ------ | ------ | ------ | - | - | - |
| 12 883 | 15 457 | 17 868 | - | - | - |